# Há uma Gota de Sangue em Cada Poema
Há uma Gota de Sangue em Cada Poema  é o primeiro livro de Mário de Andrade (1893-1945). Foi publicado pela primeira vez em 1917, sob o pseudônimo de Mario Sobral. O livro de poesias, traz críticas à Primeira Guerra Mundial, tendo caráter antibelicista e pacifista. Como parte do movimento modernista, o autor se utiliza na obra de uma postura ativista, mesmo deixando claro que os poemas da obra ainda não estavam completamente maduros. Nos poemas, a crítica se volta aos governantes, militares e líderes políticos pois eles eram vistos como aqueles responsáveis pela violência do mundo, enquanto o eu-lírico demonstra um desejo coletivo de paz.
Para os modernistas, movimento literário do qual Mário de Andrade foi fundador, a poesia deveria refletir a sociedade contemporânea. Por isso, o título do livro traz a ideia do sangue nos poemas, o que denota a violência que assolou a sociedade durante a guerra supracitada. Apesar de poder ser considerado um livro vanguardista por seu caráter político, ainda manteve, na sua estrutura poética, as tradições literárias anteriores ao Modernismo. 

### Poemas contidos no livro[4]
- Exaltação da paz
- Inverno
- Epitalâmio
- Refrão de obus
- Primavera
- Espasmo
- Guilherme
- Devastação
- Natal
- Lovaina
- Os carnívoros